# Leung Shui Mai
Leung Shui Mai es una deportista hongkonesa que compitió en tiro adaptado. Ganó una medalla de bronce en los Juegos Paralímpicos de Seúl 1988 en la prueba de rifle de aire de rodillas (clase 2-6).

## Palmarés internacional
| Juegos Paralímpicos | Juegos Paralímpicos  | Juegos Paralímpicos | Juegos Paralímpicos           |
| Año                 | Lugar                | Medalla             | Prueba                        |
| ------------------- | -------------------- | ------------------- | ----------------------------- |
| 1988                | Seúl (Corea del Sur) | Medalla de bronce   | Rifle de aire de rodillas 2-6 |